# Douglas C-54 Skymaster
El Douglas C-54 Skymaster es un monoplano cuatrimotor de transporte militar, utilizado por los Aliados y principalmente por Estados Unidos, durante la Segunda Guerra Mundial. Al igual que el Douglas C-47 Skytrain, el C-54 Skymaster se desarrolló a partir de un avión civil, el Douglas DC-4.

## Diseño y desarrollo

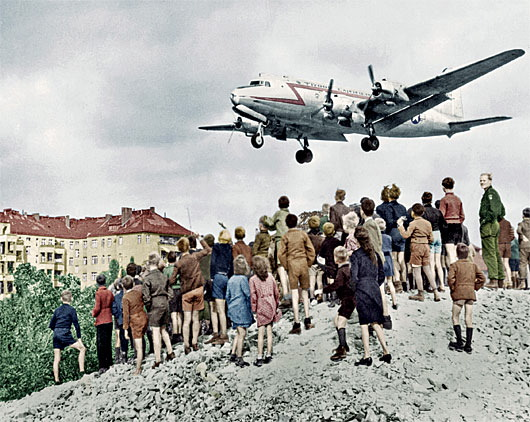
Un C-54 Skymaster pasando sobre la multitud en Berlín, 1948.

Nacido en 1938, el Douglas DC-4 hubiese revolucionado el transporte civil de no haberse declarado la Segunda Guerra Mundial. En efecto, los DC-4 encargados por varias líneas aéreas se convirtieron, por imperativos bélicos, en transportes militares C-54.
Tras el ataque a Pearl Harbour, la limitada capacidad de transporte aéreo de las USAAF y la necesidad de enviar combatientes a los más distantes rincones del planeta obligó a que el Departamento de Guerra de Estados Unidos incautara los 34 primeros ejemplares de producción: estos fueron designados C-54 por los militares. El primer aparato (42-20137) despegó de Santa Mónica el 26 de marzo de 1942, pilotado por John L. Martin. Ahora, por razones de fuerza mayor, la incorporación del Skymaster a las flotas de las compañías aéreas debía esperar hasta que concluyese la guerra contra Japón.
El C-54A, mejorado estructuralmente y propulsado por cuatro motores Pratt & Whitney R-2000-7 de 1200 hp unitarios, voló el 14 de enero de 1943, y el C-54B hizo lo propio en marzo de 1944. Pintados en verde oliva, muy fiables y apreciados por el personal de mantenimiento, los Skymaster de las Fuerzas Aéreas del Ejército de los Estados Unidos comenzaron a aparecer por los teatros de operaciones y pronto demostraron su valía. El Mando de Transporte Aéreo de las USAAF contrató a pilotos de aerolíneas y a pilotos femeninos para sus misiones de transporte de largo alcance. Una salida típica, desde la base de Grenier Field (New Hampshire) a Prestwick (Gran Bretaña), podía comportar el traslado de más de 7200 kg de material de guerra sobre distancias de 3700 km, afrontando en ocasiones las peores condiciones climatológicas y graves problemas de navegación. Los C-54 aparecieron en puntos tan dispares como Monrovia, Karachi y Honolulú. Avión de aspecto sólido, el Skymaster iba a desempeñar un papel vital en los esfuerzos aliados por derrotar a las potencias del Eje.
El robusto Skymaster fue un producto tan logrado que entre una y otra variante no se tuvieron que introducir cambios importantes. El C-54D, con motores R-2000-11 (más potentes), entró en servicio en agosto de 1944 y de él se construyeron 380 ejemplares en la factoría que utilizó Douglas en Chicago durante la guerra. El C-54E llevaba la misma planta motriz, pero tenía mayor capacidad de combustible: 125 unidades salieron de la línea de montaje de Santa Mónica, California. El último Skymaster de serie fue el C-54G, del que se produjeron 162 ejemplares en Santa Mónica.
Un total de 331 Skymaster construidos para las USAAF se destinaron a la Armada y al Cuerpo de marines estadounidenses, designados de R5D-1 a R5D-5 y 14 ejemplares sirvieron en la Guardia Costera de Estados Unidos. Varias células se transfirieron más de una vez de uno a otro servicio: por ejemplo, el C-54D 42-72484 fue construido para las USAAF, voló con la RAF como KL978, volvió a Estados Unidos y sirvió como R5D-3 92003 del Cuerpo de Marines, y finalmente fue restaurado en su antigua identidad, perteneciente de nuevo a las USAAF; para finalmente ser transferido al Ejército del Aire español, donde voló como T.4-16 hasta el final de su vida operativa.
Entre las versiones experimentales o propuestas de la saga Skymaster, destacan el único XC-54F (42-72321) con puertas de salto para paracaidistas y el modelo de largo alcance XC-54K (45-59602), con motores Wright R-1820-HD de una sola estrella y 1425 hp. El pretendido transporte de paracaidistas C-54H, el transporte de estado mayor C-54J y su equivalente naval, el R5D-6, no llegaron a construirse. El único XC-114 (45-874) estaba propulsado por motores lineales de 12 cilindros en V Allison V-1710-131 de 1620 hp y tenía el fuselaje alargado en 213 cm. El también único XC-116, asimismo con motores Allison, fue utilizado para experimentos de deshielo térmico. Durante algunos años, un R5D-2 de la Armada estadounidense utilizado desde la base aeronaval de Patuxent River (Maryland), llevó cuatro enormes contenedores subalares con equipos de radio y radar, así como una antena retráctil de 4,27 m de altura.
El Mando Aéreo Estratégico de la USAF usó los C-54 Skymaster desde 1946 hasta 1975.

### Puente Aéreo de Berlín y Corea
En 1948, la decisión soviética de incomunicar Berlín supuso la vuelta a escena de los Skymaster. Desde el 26 de junio de 1948, los aviones occidentales volaron a todas horas para abastecer la ciudad, y los C-54 existentes en todas las bases de la USAF fueron reclamados para apoyar el puente aéreo. Tantos aviones llegaron a volar en él, que los riesgos de colisión en el aire dependían de una coordinación de pocos segundos. Los pilotos de más de 300 aviones C-54 desafiaron diariamente los muchos riesgos de su misión. El cerco a Berlín concluyó el 12 de mayo de 1949, pero el Skymaster siguió en la brecha en otros parajes: un C-54G (el 45-518) de la USAF, basado en el aeropuerto K-14 Kimpo de Seúl, fue la primera baja aérea de la guerra de Corea, cuando un Yakovlev Yak-9 norcoreano vació sobre él sus cañones hasta incendiarlo; eso sucedía el 25 de junio de 1950. Después de Corea, el C-54 fue sustituido por el Douglas C-124 Globemaster II, pero siguió siendo utilizado por la Fuerza Aérea de los Estados Unidos hasta 1972.

## Operadores

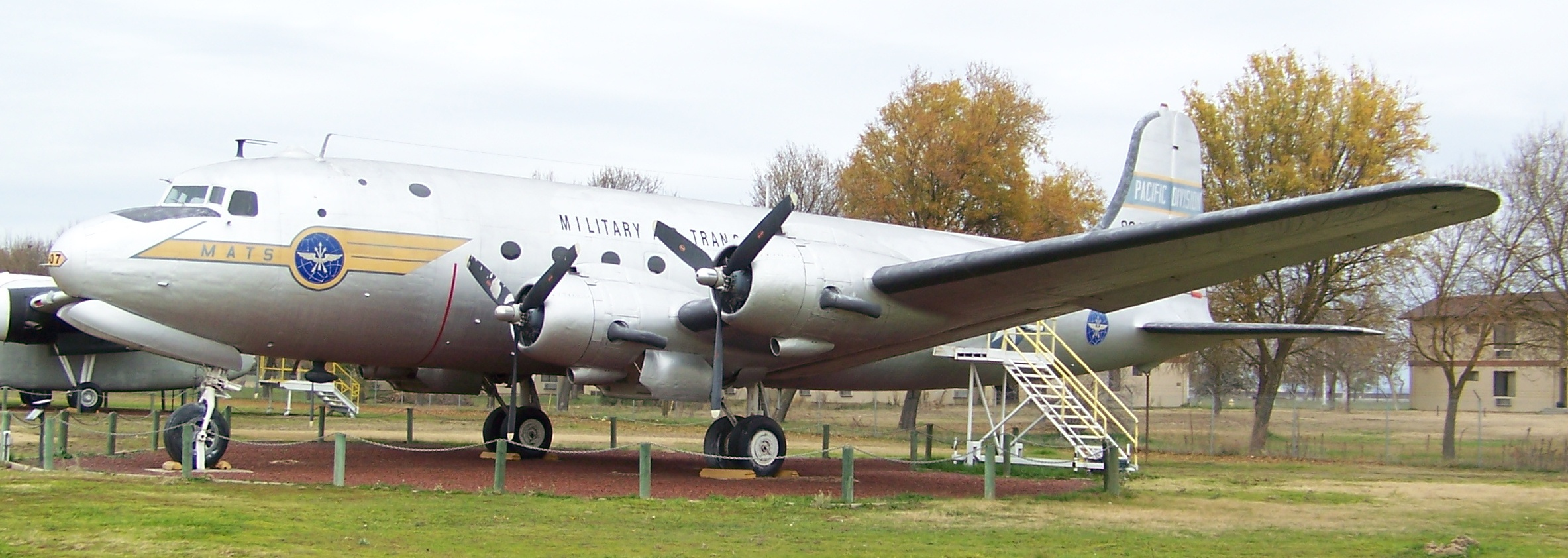
Un Douglas R5D-4 Skymaster en exhibición en el Castle Air Museum en Atwater, California.

### Militares
Arabia Saudita
 Argelia
 Argentina
 Bélgica
 Bolivia
- Transporte Aéreo Militar

 Brasil
 Canadá
- Real Fuerza Aérea Canadiense

 Colombia
- Fuerza Aérea Colombiana

 Corea del Sur
 Cuba
 Dinamarca
 España
- Ejército del Aire: Ala 35 (Getafe)

 Estados Unidos
- Cuerpo Aéreo del Ejército de los Estados Unidos
- Fuerzas Aéreas del Ejército de los Estados Unidos/Fuerza Aérea de los Estados Unidos
- Armada de los Estados Unidos
- Cuerpo de Marines de los Estados Unidos
- Guardacostas de los Estados Unidos

 Etiopía
 Francia
- Fuerza Aérea Francesa

 Guatemala
- Fuerza Aérea Guatemalteca

 Honduras
 Islandia
- Guarda Costas Islandeses

 Israel
- Fuerza Aérea Israelí

 México
 Nigeria
 Perú
 Portugal
 Reino Unido
- RAF

 República de China
 República Dominicana
 Sudáfrica
- Fuerza Aérea Sudafricana

 Tailandia
 Turquía
 Venezuela
- Fuerza Aérea Venezolana: fue usado como avión presidencial, que tenía como nombre el de Vaca Sagrada, y fue en el que abandonó el país el expresidente venezolano Marcos Pérez Jiménez.

 Zimbabue

### Civiles
Australia
- Trans Australia Airlines

 Bélgica
- Sabena

 Canadá
- Canadian Pacific
- Curtiss Reid Flying Services Canada
- Maritime Central Airways
- Pacific Western
- Transair

 Colombia
- Avianca

 Ecuador
- Ecuatoriana de Aviación

 Estados Unidos
- Pan Am
- Trans World Airlines
- Aero Union

 Hong Kong
- Cathay Pacific Airways

 Islandia
- Icelandair
- Loftleidir

 Israel
- El Al

 Reino Unido
- Invicta
- Starways

 República de China
- China Airlines

## Curiosidades

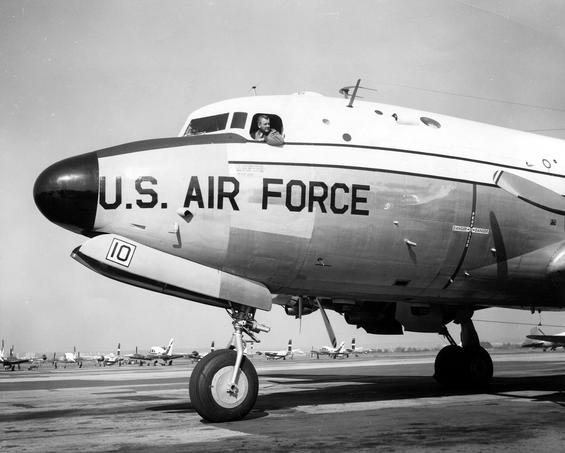
C-54C Sacred Cow, primer avión presidencial.

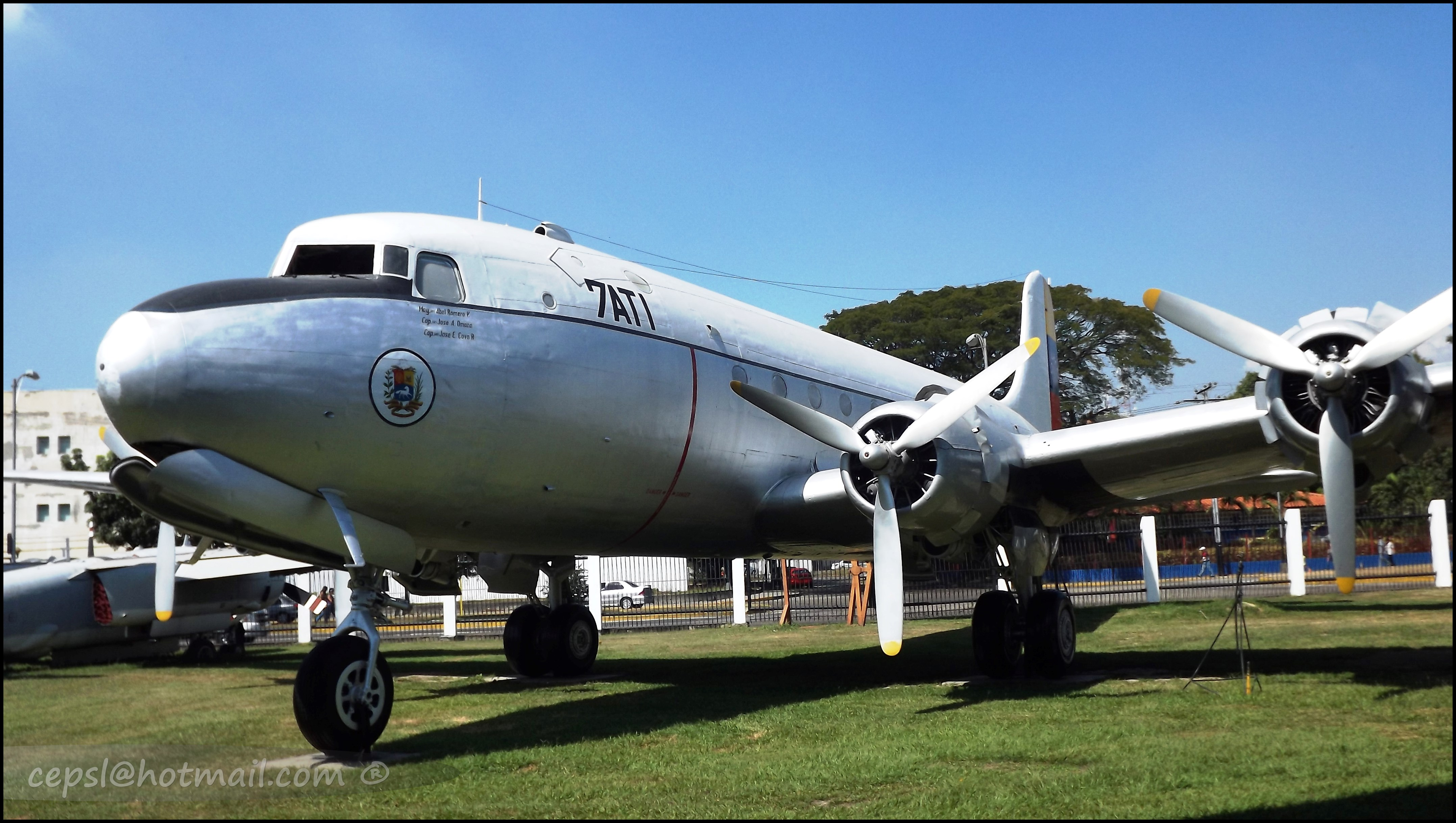
C-54 Skymaster-La Vaca Sagrada.

El ejemplar 42-10751, un C-54A convertido, recibió la designación C-54C, el apelativo Sacred Cow (Vaca Sagrada) y un ascensor eléctrico especial para la silla de ruedas del presidente estadounidense Franklin D. Roosevelt, convirtiéndose así en el primer avión auténticamente presidencial y antecesor de los actuales "Air Force One". Entregado en enero de 1944, llevó a Roosevelt a la trascendental conferencia de líderes aliados celebrada en Yalta en febrero de 1945; este modelo fue utilizado por el presidente hasta su muerte, acaecida ese mismo año, pasando al servicio de su sucesor, el presidente Harry S. Truman, que firmó la Ley de Seguridad Nacional de 1947 que creó la Fuerza Aérea de los Estados Unidos. El C-54 presidencial se conserva en el Museo Nacional de la Fuerza Aérea de Estados Unidos.
Winston Churchill tuvo que aguardar un poco más para recibir su Skymaster, pues su C-54B (43-17126, con el número de serie EW999 de la RAF) fue entregado a los británicos en junio de 1944. Aparte de ceniceros para sus cigarros puros, el primer ministro británico especificó auténticos lujos orientales, incluido un retrete con calefacción eléctrica; sin embargo su elaborada propuesta respecto a una cápsula protectora pesadamente blindada, que le pondría a salvo de hipotéticos ataques de cazas, fue juzgada impracticable y abandonada.
Un récord único fue establecido por un aparato de la USAF el 22 de septiembre de 1947, cuando el C-54D matriculado 42-72461 despegó de Curphey (Terranova) y aterrizó en Brize Norton (Gran Bretaña), realizando la primera travesía aérea totalmente automática del Atlántico Norte: en ningún momento, el comandante John D. Wells y sus tripulantes tuvieron que intervenir personalmente.
El 23 de julio de 1954, un Douglas C-54 Skymaster, registrado como VR-UME, operado por Cathay Pacific, en la ruta de Bangkok a Hong Kong, fue derribado por un La-7 de la República Popular China frente a las costas de la isla de Hainan, muriendo 10 personas.
La Vaca Sagrada, un Douglas C-54 Skymaster con registro oficial "7-ATT", es el apodo que recibió el avión presidencial que logró notoriedad en Venezuela porque fue el aparato que usó el presidente Marcos Pérez Jiménez cuando abandonó el país, con rumbo a la República Dominicana, durante los hechos del llamado Golpe de Estado de 1958.

## Especificaciones (C-54G Skymaster)

### Características generales
- Tripulación: Cuatro
- Capacidad: 50 soldados
- Longitud: 28,6 m (93,8 ft)
- Envergadura: 35,8 m (117,5 ft)
- Altura: 8,4 m (27,5 ft)
- Superficie alar: 136 m² (1463,9 ft²)
- Peso vacío: 17 660 kg (38 922,6 lb)
- Peso cargado: 28 000 kg (61 712 lb)
- Peso máximo al despegue: 33 000 kg (72 732 lb)
- Planta motriz: 4× motor radial de 14 cilindros refrigerado por aire Pratt & Whitney R-2000-9.
  - Potencia: 1080 kW (1489 HP; 1469 CV) cada uno.

### Rendimiento
- Velocidad máxima operativa (Vno): 442 km/h (275 MPH; 239 kt)
- Velocidad crucero (Vc): 310 km/h (193 MPH; 167 kt)
- Alcance: 6400 km (3456 nmi; 3977 mi)
- Techo de vuelo: 6800 m (22 310 ft)
- Carga alar: 207 kg/m² (42,4 lb/ft²)
- Potencia/peso: 160 W/kg (0,094 hp/lb)

## Aeronaves relacionadas

### Desarrollos relacionados
- Douglas DC-4
- Douglas DC-6
- Douglas DC-7

### Aeronaves similares
- Boeing 307
- Lockheed Constellation
- Lockheed L-049 Constellation
- Avro York

### Secuencias de designación
- Secuencia C-_ (Aviones de Carga del USAAC/USAAF/USAF, 1924-1962): ← C-51 - C-52 - C-53 - C-54 - C-55 - C-56 - C-57 -- C-111 - C-112 - C-113 - C-114 - C-115 - C-116 - C-117 - C-118 - C-119→
- Secuencia R_D (Aviones de Transporte de la Armada estadounidense, 1931-1962 (Douglas, 1922-1962)): ← R2D - R3D - R4D - R5D - R6D
- Secuencia T._ (Aeronaves de Transporte del Ejército del Aire español (1954-1978)): TK.1 - T.2 - T.3 - T.4 (III) - T.5 - T.6 - T.7 →